# روحم را بشکن
«روحم را بشکن» (انگلیسی: Break My Soul) ترانه‌ای از خوانندهٔ آمریکایی بیانسه است که در ۲۰ ژوئن ۲۰۲۲، توسط پارکوود انترتینمنت و کلمبیا رکوردز به‌عنوان تک‌آهنگ آغازین از هفتمین آلبوم استودیویی‌اش، رنسانس (۲۰۲۲)، منتشر شد. شعر این اثر به‌دست بیانسه، تریکی استوارت، د-دریم، ینس کریستین ایساکسن و همسر بیانسه جی-زی نوشته شد و تهیه‌کنندگی آن را چهار نفر نخست برعهده داشتند. این ترانه از قطعهٔ «Explode» اثر بیگ فریدیا و قطعهٔ «Show Me Love» در سبک هاوس از رابین اِس. نوشتهٔ آلن جورج و فرد مک‌فارلن برداشت صوتی دارد.
«روحم را بشکن» به‌عنوان اثری در سبک‌های دنس-پاپ و هاوس توصیف شده و در زمان انتشار، با تحسین منتقدان روبه‌رو شد—به‌ویژه از حیث تنظیم موسیقی و ترانه‌پردازی. مضامین ترانه دربارهٔ قدرت‌بخشی فردی در مواجهه با مشاغل بی‌انگیزه، با موج وسیع استعفاهای کاری موسوم به «استعفای بزرگ» هم‌خوانی داشت و نزد عامهٔ مردم بسیار تأثیرگذار بود. همین هم‌سویی، باعث شد که قطعه به‌عنوان سرود غیررسمی این جنبش اجتماعی شناخته شود و به نمادی فرهنگی از دگرگونی‌های ژرف اجتماعی بدل گردد.
«روحم را بشکن» توانست صدرنشین جدول بیلبورد هات ۱۰۰ آمریکا و جدول ترانه‌های رقص/الکترونیک شود؛ رتبهٔ ششم را در بیلبورد جهانی ۲۰۰ کسب کند؛ جایگاه اول را در ایرلند به‌دست‌آورد؛ و در جدول‌های موسیقی استرالیا، کانادا و بریتانیا در میان ده آهنگ برتر قرار گیرد. این اثر گواهی الماس را در برزیل و گواهی چندپلاتینی را در استرالیا، کانادا و ایالات متحده کسب کرده است. در شصت و پنجمین مراسم جایزه گرمی در سال ۲۰۲۳، «روحم را بشکن» جایزهٔ بهترین ضبط دنس/الکترونیک را دریافت کرد و نامزد دو بخش ترانهٔ سال و ضبط سال شد؛ نسخهٔ ریمیکس اثر تری هانتر نیز نامزد جایزهٔ بهترین ضبط ریمیکس‌شده گردید.